# Future Forces Forum

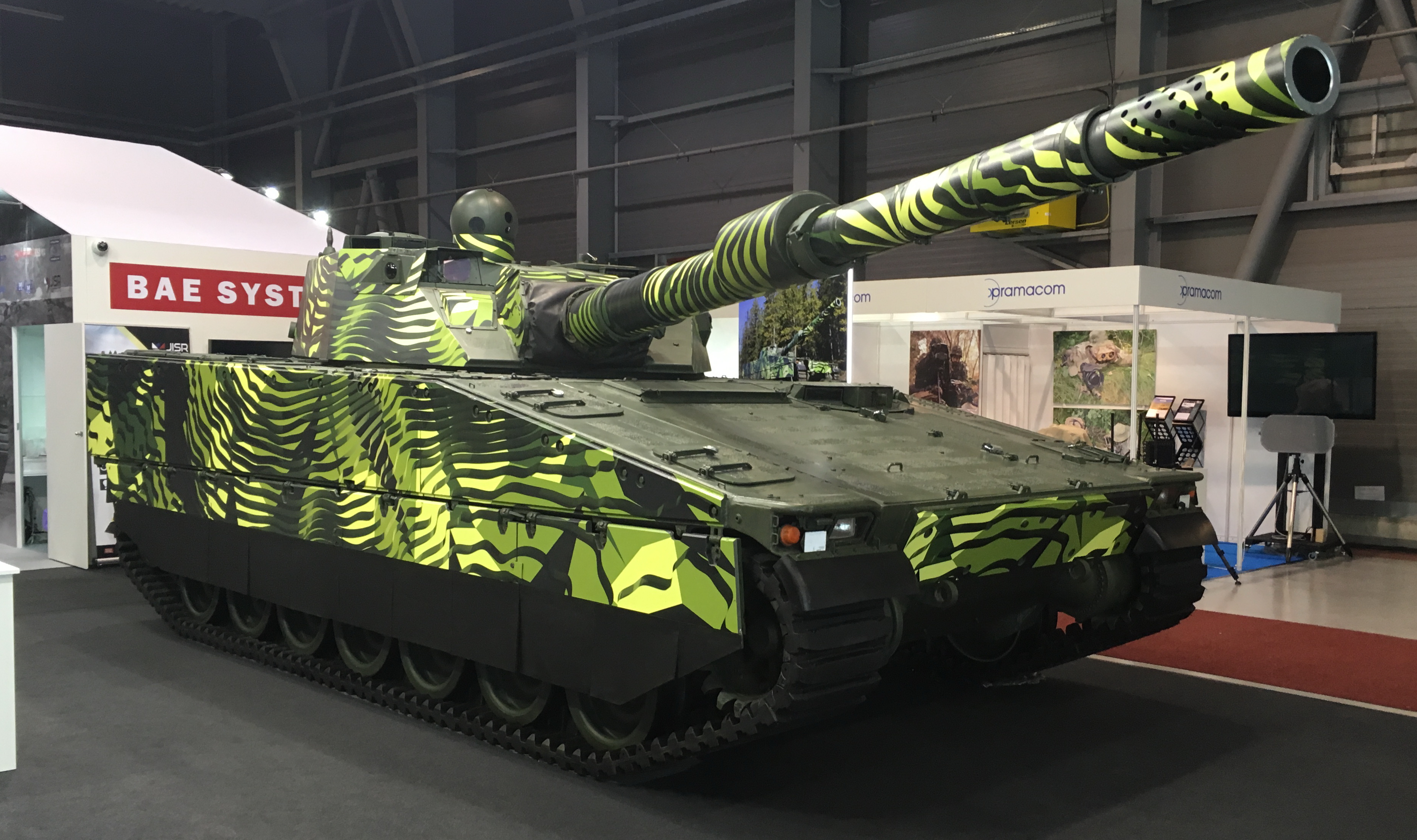
Шведський танк CV90120 на Future Forces Forum 2018

Future Forces Forum — виставка озброєння та військової техніки, яка кожні 2 роки відбувається в Чехії у м. Прага.

## Future Forces 2016
12-а міжнародна виставка Future Forces 2016 проходила 17 — 21 жовтня 2016 р. разом з форумом «Сили майбутнього» (Future Forces Forum). Слід вказати, що вона поступалась за масштабами виставці «Зброя та безпека», яка відбулася у м. Києві 11-14 жовтня 2016 р. Однак на Future Forces 2016 були більш широко представлені загальновідомі бренди та високотехнологічні компанії.
Серед експонатів заслуговувала на увагу портативна система радіоелектронної розвідки RESOLVE 3 компанії Chemring Technology Solutions (ewsystem.com). Особливістю її є комбінована антенна решітка в якості нижнього сегменту якої застосована 4-елементна антена MicroQuad, що працює у діапазоні від 2 до 100 МГц. Уздовж вертикальної частини розташована антена QuadTac, у складі якої розгортається 4-елементна антенна решітка для селекції сигналів у діапазоні 30 МГц- 3 ГГц. Представлені рішення можуть бути використані для реалізації системи зв'язку за принципом MIMO.
Іншим цікавим трендом при створенні інтегрованої системи C4I солдата є використання бронежилета як основи для кріплення дисплея чи планшета (смартфона).

## Future Forces 2018
13-а міжнародна виставка Future Forces Forum відбулася 15 — 19 жовтня 2018 р. Одним з її медіа-партнерів виступив український журнал «Озброєння та військова техніка».
В рамках виставки проходило пленарне засідання групи НАТО з розвитку спроможностей солдата у пішому порядку (LCG DSS). Крім того, був проведений 3-й семінар з екзоскелетів, організований Центром передового досвіду з питань знешкодження боєприпасів, які не спрацювали (EOD CoE, м. Тренчин, Словаччина).
Під час роботи виставки відвідувачі мали змогу оглянути стенд пакистанського виробника тканин для польової форми на основі бавовни та поліестеру Sarena Industries (https://sarenapk.com [Архівовано 11 січня 2022 у Wayback Machine.]). Військовий одяг від Sarena Industries може забезпечити інфрачервоний захист у певному секторі, захист від комах та вогнестійкість.
Представлені зразки бронетехніки засвідчили появу в якості обов'язкового елементу їх оснащення відеокамер, розташованих по периметру корпусу або башти для забезпечення кругового огляду. Прикладом є бойова машина Pandur II, шведський танк CV90120 та ін. Такі технічні рішення створюють умови для застосування технології «прозорої» броні у поєднанні з доповненою реальністю, запропонованої в Україні компанією LimpidArmor.
Серед інших експонатів виставки слід вказати підключене до радіомережі стрілецьке озброєння, багатодіапазонні персональні радіостанції, зразки бойової екіпіровки, стрілецького та іншого озброєння різних країн.